# Эйсман, Густав Иванович
Густав Иванович Эйсман (1824, Киев — 1884, Киев) — киевский домовладелец, профессор Киевского императорского университета Св. Владимира, киевский городской голова в 1872—1873 и 1879—1884 годах.

## Биография
Густав Эйсман родился в Киеве, в семье зажиточного аптекаря. Был потомком лютеранского пастора Саксон-Кобургского происхождения, переехал в Киев в 1812 году. Получив основательное домашнее образование, в 1841 году поступил на юридический факультет Императорского университета Св. Владимира, который закончил 1845 году и получил степень кандидата права.
В 1847 году защитил диссертацию на тему «О присяге, как судебное доказательство по делам гражданским» и получил степень магистра гражданского права, и в сентябре 1848 года занял должность адъюнкта на кафедре гражданского права в родном университете. Преподавал курс древней и новейшей истории русского законодательства, семейного права. С 1856 года занимал должность секретаря юридического факультета университета, в 1861 году получил чин статского советника, в тот же год, после смерти отца, вышел в отставку.
Был одним из крупнейших домовладельцев Киева. Владел усадьбами на Большой Житомирской улице, 2 (которую впоследствии, в 1873 году, продал для строительства Первого реального училища), на Крещатике (на месте современного почтамта), на Владимирской улице и т. п. Был владельцем кирпичного завода на Лыбеди. С 1863 года был членом и фактическим руководителем городской комиссии по введению сбора с городского недвижимого имущества, в 1868 году был избран членом совета Городского общества взаимного кредита, а в 1871—1879 годах был его управляющим.
На первых после принятия нового Городового Положения выборах в городскую думу в январе 1871 года Эйсман был избран в число гласных, вошёл в состав городской управы как руководитель строительного дела, но в мае того же года отказался от должности. В 1872 году впервые был избран городским головой (из-за временной отставки Павла Демидова, князя Сан-Донато), но в 1873 году был вынужден отказался от выполнения обязанностей ввиду семейного горя — дочь Эйсмана умерла во время родов, а неутешительный зять покончил жизнь самоубийством, бросившись с Цепного моста. В 1875 году был вновь избран в городскую думу, вновь был избран городским головой, но от принятия должности отказался, вместо него на должность городского головы избрали Николая Ренненкампфа. После третьего избрания в 1879 году Эйсман отказываться от должности уже не стал и руководил городом до смерти. Был руководителем авторитарного типа, но ради дела не жалел сил и энергии, иногда за свой счет обеспечивая решения муниципальных проблем.
Незадолго до смерти был награждён орденом Святого Владимира 3 степени. Умер 11 (23) апреля 1884 года в чине действительного статского советника, был похоронен на Байковом кладбище.